# Дозюле
Дозюле́ (фр. Dozulé) — коммуна во Франции, находится в регионе Нижняя Нормандия. Департамент коммуны — Кальвадос. Входит в состав кантона Дозюле. Округ коммуны — Лизьё.
Код INSEE коммуны — 14229.

## Население
Население коммуны на 2010 год составляло 1923 человека.
| 1962 | 1968 | 1975 | 1982 | 1990 | 1999 | 2010 |
| ---- | ---- | ---- | ---- | ---- | ---- | ---- |
| 934  | 984  | 1279 | 1407 | 1515 | 1615 | 1923 |

## Экономика
В 2010 году среди 1140 человек трудоспособного возраста (15—64 лет) 802 были экономически активными, 338 — неактивными (показатель активности — 70,4 %, в 1999 году было 71,1 %). Из 802 активных жителей работали 746 человек (382 мужчины и 364 женщины), безработных было 56 (22 мужчины и 34 женщины). Среди 338 неактивных 95 человек были учениками или студентами, 113 — пенсионерами, 130 были неактивными по другим причинам.